# Asthenes palpebralis
El piscuiz de anteojos (Asthenes palpebralis), también denominado cola-cardo de ojo anillado, es una especie de ave paseriforme de la familia Furnariidae perteneciente al numeroso género Asthenes. Es endémica de Perú.

## Distribución y hábitat
Se encuentra únicamente en los Andes del centro de Perú, en el departamento de Junín.
Esta especie es considerada bastante común en su hábitat natural: el sotobosque de bosques arbustivos de la ladera andina oriental, cerca de la línea de vegetación arbórea, principalmente entre los 3000 y 3700 m de altitud.

## Sistemática

### Descripción original
La especie A. palpebralis fue descrita por primera vez por el ornitólogo alemán Jean Cabanis en 1873 bajo el nombre científico Schizoeaca palpebralis; la localidad tipo es: «Maraynioc, Junín, Perú».

### Etimología
El nombre genérico femenino «Asthenes» deriva del término griego «ασθενης asthenēs»: insignificante; y el nombre de la especie «palpebralis», del latín: de las pálpebras.

### Taxonomía
Esta especie, junto a Asthenes coryi, A. perijana, A. fuliginosa, A. griseomurina, A. helleri, A. harterti y A. vilcabambae (incluyendo A. ayacuchensis), estuvo anteriormente separada en un género Schizoeaca, y algunas veces fueron todas consideradas conespecíficas, aunque los patrones de plumaje difieren en un grado no encontrado al nivel de especies dentro de Furnariidae; los datos genéticos indican que, más que formar un grupo monofilético, todos estos taxones están mezclados dentro de Asthenes.
Los datos genéticos indican que es hermana de Asthenes ottonis. Es monotípica.